# خليج كورونيشن

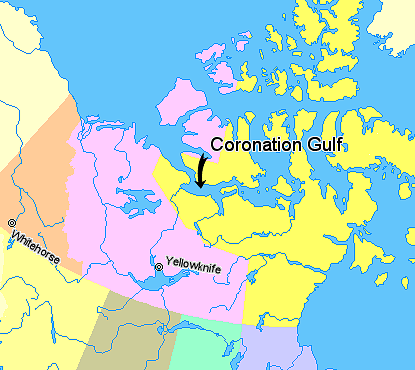
خليج كورونيشن, نونافوت, كندا.
نونافوت
المناطق الشمالية الغربية
منطقة يوكون
كولومبيا البريطانية
ألبيرتا
ساسكاتشوان
مانيتوبا
مناطق خارج كندا (غرينلاند، ألاسكا)

يقع خليج كورونيشن بين جزيرة فيكتوريا ونونافوت في كندا. يتصل من الشمال الغربي بمضيق الاتحاد والدلفين و بالتالي المحيط المتجمد الشمالي. يتصل من الشمال الشرقي بمضيق ديس وبالتالي خليج الملكة مود. تقع فتحة باتهورست إلى الجنوب الشرقي.
يقع داخل الخليج أرخبيل دوق يورك. تشمل الأنهار التي تصب في الخليج نهر راي، نهر ريتشاردسون، نهر كوبرماين، ونهر تري. من المحتمل أن يحتوي البر الرئيسي قبالة جنوب الخليج كميات كبيرة من الألماس و اليورانيوم.